# Armada (zespół muzyczny)
Armada (dawniej Kertas) – indonezyjski zespół popowy z Palembangu. Został założony w 2005 roku.
W skład grupy wchodzi trzech muzyków: Rizal (wokal), Mai (gitara), Andit (perkusja). Przez dłuższy czas z zespołem związani byli również Radha (gitara) i Endra (bas). Ich pierwszy album pt. Kekasih yang Tak Dianggap z 2006 r. nie był zbyt udany (jednakże piosenka o tym samym tytule była potem popularyzowana przez piosenkarkę Pinkan Mambo). Nazwę Armada przyjęli w 2007 roku. 
Wśród przebojów, które wylansowali, są takie utwory jak „Asal Kau Bahagia”, „Harusnya Aku” i „Pergi Pagi Pulang Pagi”. W 2017 r. teledysk do tej pierwszej piosenki był najpopularniejszym indonezyjskim teledyskiem w serwisie YouTube (w czerwcu 2018 r. miał 236 mln odsłon).
W 2015 r. Rizal i Radha otrzymali nominację do AMI (Anugerah Musik Indonesia) za utwór „Pergi Pagi Pulang Pagi” (w kategorii najlepszy twórca utworu popowego). W 2017 r. zespół był nominowany do AMI za utwór „Asal Kau Bahagia” (w kategorii najlepszy duet/zespół popowy).

## Dyskografia
Źródło: .
Albumy
- 2006: Kekasih yang Tak Dianggap
- 2008: Balas Dendam
- 2009: Hal Terbesar
- 2012: Satu Hati Sejuta Cinta
- 2014: Pagi Pulang Pagi
- 2017: Maju Terus Pantang Mundur
- 2018: Dengerin Abang
- 2021: Kita Bersaudara